# Зольман, Шэнна
Шэнна Аннетт Зольман (англ. Shanna Annette Zolman; в замужестве Кроссли (англ. Crossley); род. 7 сентября 1983 года в Сиракьюсе, штат Индиана, США) — американская профессиональная баскетболистка, выступавшая в женской национальной баскетбольной ассоциации. Она была выбрана на драфте ВНБА 2006 года во втором раунде под 16-м номером командой «Сан-Антонио Силвер Старз». Играла на позиции разыгрывающего защитника.

## Ранние годы
Шэнна родилась 7 сентября 1983 года в городе Сиракьюс (штат Индиана) в семье Кема и Линетт Зольман, у неё есть брат, Джош, а училась она там же в средней школе Уоваси, в которой выступала за местную баскетбольную команду.